# أندريا غروفر
أندريا غروفر (بالإنجليزية: Andrea Grover)‏ هي أمينة متحف أمريكية، ولدت في 1 يوليو 1970.